# Kursi (Puurmani)
Kursi – wieś w Estonii, w prowincji Jõgeva, w gminie Puurmani.